# Гуляйполе
Гуляйпо́ле (укр. Гуляйполе; также Гуляй-поле, Гуляй Поле) — город в Пологовском районе Запорожской области Украины, административный центр Гуляйпольской городской общины. До 17 июля 2020 года был административным центром упразднённого Гуляйпольского района, в котором составлял Гуляйпольский городской совет. Известен как родина активного участника гражданской войны Нестора Махно.

## Географическое положение
Город Гуляйполе находится на берегу реки Гайчур, выше по течению на расстоянии в 3,5 км расположено село Марфополь, ниже по течению на расстоянии в 1,5 км расположено село Зелёное. По городу протекают многочисленные пересыхающие ручьи с запрудами.

## История
Поселение возникло в XVIII веке, после строительства Днепровской оборонительной линии (в 1770-х — 1780-х годах) как военная слобода, для защиты населения Российской империи от набегов со стороны Османской империи и Крымской орды.
Село Гуляй-поле входило в состав Александровского уезда Екатеринославской губернии Российской империи.
На 1897 год в селении проживало 9 497 (9 947) человек обоего полу, из них 1173 еврея. В начале XX столетия из-за возможных погромов многие евреи выехали из поселения, и на 1906 год в поселении проживало 7 000 человек обоего полу, и были синагога, школа, 7 гончарных заводов, три ярмарки, ежедневные базары, до 30 торгово-промышленных заведений.
В 1909 году было открыто еврейское общественное мужское училище.
В ходе гражданской войны село получило известность как центр повстанческого движения махновцев или Махновщина. Здесь родился и вырос Нестор Иванович Махно, главнокомандующий Революционной повстанческой армией Украины. Из этих мест происходили и другие известные лидеры повстанцев (бунтовщиков): Виктор Белаш, Семён Каретник, Федо́сий Щусь, Фома Кожин, братья Лепетченко (Иван и Александр), Марченко и другие.

### Советский период
В ходе индустриализации 1930-х годов здесь началось быстрое развитие промышленности.
В 1938 году был получен статус города районного подчинения.
В период Второй мировой войны 6 октября 1941 года город был оккупирован немецкими войсками, 16 сентября 1943 года взят под контроль советскими войсками Южного фронта в ходе Донбасской операции.
В 1952 году здесь действовали кирпичный завод, маслодельный завод, швейно-обувная фабрика, педагогическое училище, средняя школа, четыре семилетние школы, шесть начальных школ, кинотеатр и клуб.
В 1970 году численность населения составляла 16 тыс. человек, здесь действовали завод сельхозмашин, завод лакокрасочных изделий, авторемонтный завод, завод бытовых товаров, сыродельный завод и обувная фабрика.
В январе 1989 года численность населения составляла 19 198 человек. Основой экономики в это время были завод сельхозмашин, завод лакокрасочных изделий, обувная фабрика и предприятия пищевой промышленности.

### Независимая Украина
В мае 1995 года Кабинет министров Украины утвердил решение о приватизации находившихся здесь опытно-экспериментального завода сельскохозяйственных машин, завода лакокрасочных изделий, райсельхозтехники и райсельхозхимии, в июле 1995 года было утверждено решение о приватизации совхоза.
17 декабря 2004 года хозяйственный суд Запорожской области возбудил дело о банкротстве завода сельхозмашин.

#### Вторжение России на Украину
С 2022 года в ходе вторжения России в Украину в окрестностях города проходят бои  между Вооруженными силами России и Вооруженными силами Украины. Ряд жилых домов и объектов гражданской инфраструктуры повреждены или разрушены в результате российских обстрелов.
- Жилой дом
- Спорткомплекс
- Мельница (1894)
- Краеведческий музей

## Население
На 1 января 2013 года численность населения составляла 14 358 человек.

### Языковой состав
Родной язык населения по данным переписи 2001 года:
| Язык       | Численность, чел. | Доля     |
| ---------- | ----------------- | -------- |
| Украинский | 15 903            | 94,50 %  |
| Русский    | 881               | 5,24 %   |
| Другое     | 45                | 0,26 %   |
| Итого      | 16 829            | 100,00 % |

Украинский язык является основным и единственным официальным языком города.

## Экономика
- «Сельмаш», завод, ОАО.
- «Аграрный дом», ЗАО.
- Гуляйпольский машиностроительный завод.
- ЗАО «Гуляйпольский сырзавод».
- Гуляйпольский элеватор.
- Гуляйпольский завод лакокрасочных изделий, ООО.
- Гуляйпольский райавтодор.

Возле города находится Кусунгурское месторождение магнетитовых руд.

## Транспорт
Находится в 7 км от железнодорожной станции Гуляйполе (на линии Пологи — Чаплино).
Также через город проходят автомобильные дороги Т-0814 и Т-0401.

## Объекты социальной сферы
- Гуляйпольская школа № 1
- Гуляйпольская больница.
- ЧПАЛ — Чубаровский профессиональный аграрный лицей (ПТУ № 26).
- Гуляйпольская школа № 2
- Гуляйпольская школа № 3
- Гуляйпольская школа № 4
- Гуляйпольская ДЮСШ
- Гуляйпольский дом творчества
- Гуляйпольский краеведческий музей.

## Известные люди
- Карпенко, Елисей Андреевич — член Всероссийского учредительного собрания.
- Махно, Нестор Иванович — лидер повстанческого движения в 1918—1921 годах.
- Тардов, Михаил Семёнович — русский и украинский советский писатель, поэт, сценарист, драматург.
- Юхвид, Леонид Аронович — советский драматург, автор либретто оперетты «Свадьба в Малиновке» и сценария одноимённого художественного фильма.
- Шаровский, Василий Михайлович — член Центральной рады, участник махновского движения.